# Henri Escoffier
Henri Escoffier (Sérignan-du-Comtat, 18 mars 1837 - Paris, 19 décembre 1891) est un journaliste et romancier français. Il utilisa le pseudonyme Thomas Grimm pour ses billets dans Le Petit Journal. 

## Biographie
Fils d'un notaire aisé, il fait ses études au collège Bourbon à Aix-en-Provence puis des études de droit à Paris. Il débute comme journaliste au Courrier de Paris en 1857. Il entre au Petit Journal en 1863 et en sera rédacteur en chef en 1873. Il publie, avec d'autres journalistes, sous le pseudonyme de Thomas Grimm, un billet quotidien dans ce journal, le premier tirage de la presse française. Il écrit plusieurs romans de littérature légère et est fait Chevalier de la Légion d'honneur en 1873.
Il est inhumé au cimetière du Montparnasse, dans la 25e division.

## Publications

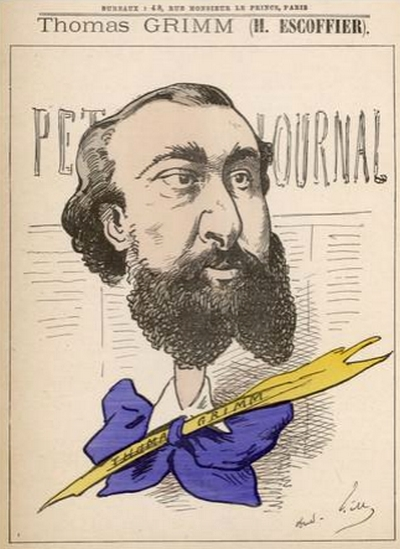
Caricature par André Gill pour Les Hommes d'aujourd'hui, n°92 1880.

- Troppmann, l'assassin de la famille Kinck, éditions C. Marpon & Ernest Flammarion, 1887.
- Voyage autour du viaduc de Nogent-sur-Marne, éditions C. Marpon & Ernest Flammarion, 1889[3].
- Voyage autour du viaduc de Nogent-sur-Marne, 1889 - Résumé illustré 2015 [lire en ligne] sur le site Patrimoine.iledefrance.fr.
- Blonde aux yeux noirs, collection Les Femmes fatales, Édouard Dentu, éditeur, 1884[4].
- Chloris la goule, collection Les Femmes fatales, E. Dentu, 1878[5].
- La vierge de Mabille, collection Les Femmes fatales, E. Dentu, 1876[6].
- Le Mercier de Lyon, E. Dentu, in-18, 330 p., 1878
- Le Mannequin,  E. Dentu, 1875, in-18, 331 p., 1875
- La grève des patrons et des bourgeois, roman de mœurs sociales, éditions H. Bellaire, 1873